# Gilberto Godoy Filho
Gilberto Godoy Filho, bekannt als Giba (* 23. Dezember 1976 in Londrina, Brasilien) ist ein brasilianischer Volleyballspieler.
Giba wurde in Londrina geboren, wuchs aber in Curitiba auf. Er musste einige Schwierigkeiten in seinem Leben überwinden: Als Baby hatte er Leukämie, als Kind hatte er eine schwere Armverletzung und 2002 wurde er für einige Zeit suspendiert. Giba spielte seit 1996 professionell Volleyball bei verschiedenen brasilianischen Vereinen. 2003 wechselte er nach Italien zu Piemonte Volley und 2007 nach Russland zu Iskra Odinzowo. 2009 kehrte er nach Brasilien zurück und spielte in São Paulo bei Pinheiros Sky und ab 2011 bei Cimed Florianópolis. 2012 wechselte Giba in die Argentinische Liga zu Drean Bolívar. Nach kurzen Engagements bei Funvic Taubaté und al-Nasr Dubai beendete Giba 2014 seine Karriere.

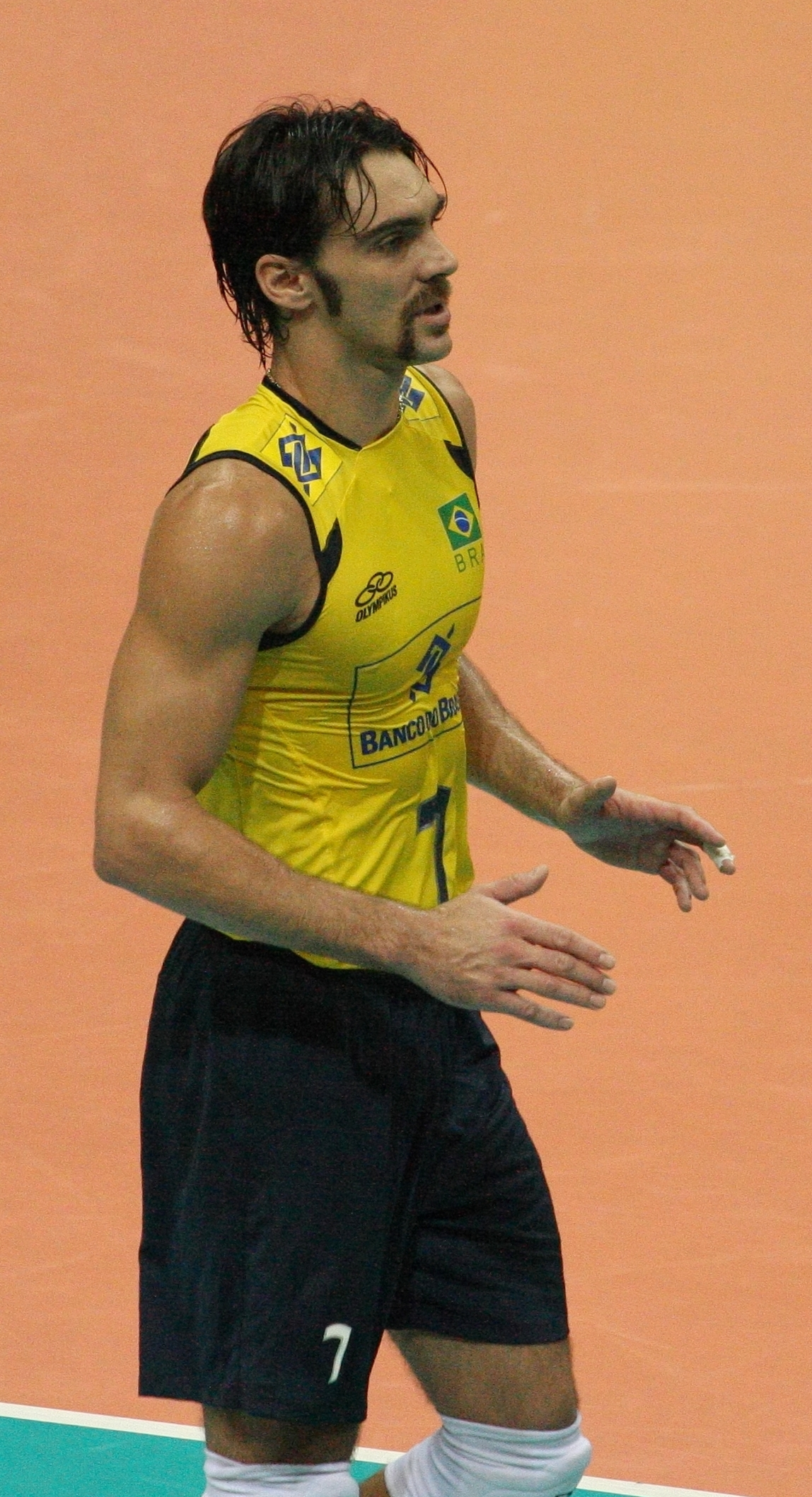
Giba beim Weltliga-Finale 2011

Giba gilt als einer der besten Volleyballspieler der Welt. Mit der brasilianischen Nationalmannschaft gewann er bei Olympischen Spielen, Weltmeisterschaften und in der Weltliga zahlreiche Medaillen. Bei den Olympischen Spielen 2004, in der Weltliga 2006, bei der Weltmeisterschaft 2006 und beim Weltpokal 2007 wurde Giba jeweils als „Wertvollster Spieler“ ausgezeichnet.
2018 wurde Giba in die „Volleyball Hall of Fame“ aufgenommen.